# آذری‌های داغستان

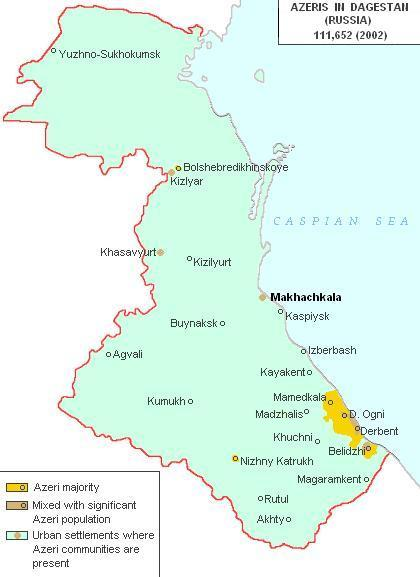
جمعیت بومیان آذربایجانی اهل داغستان با رنگ زرد مشخص شده‌است.

ترک های آذربایجانی‌ داغستان (به ترکی آذربایجانی: Dağıstan azərbaycanlıları)، (به روسی: Азербайджанцы в Дагестане) شاخه‌ای از مردمان آذربایجانی بومی جمهوری داغستانو یکی از ۱۳ قومیت داغستان که با ۱۳۰٬۹۱۹ نفر جمعیت و جمعیت کل ۴/۵٪ از داغستان و از لحاظ جمعیت ششمین گروه قومی این جمهوری به شمار می‌رود.

## تغییرات جمعیتی
داغستان منطقه بومی‌نشین مردمان آذربایجانی بر پایه آخرین سرشماری سال ۲۰۱۰ میلادی ۱۳۰٬۹۱۹ نفر آذربایجانی داشته‌است. با این حساب، ششمین قومیت این جمهوری و ۴/۵٪ از کل جمعیت جمهوری داغستان، آذربایجانی‌تبار است. در بیش از ۲۰ شهر و روستا اهالی آذربایجانی سکونت دارند، که بیشترین و مهمترین تجمعشان در دربند است، که ۱/۳ جمعیت شهر را شامل می‌شوند.
| ۱۹۲۶   | ۱۹۳۹   | ۱۹۵۹   | ۱۹۷۰   | ۱۹۷۹   | ۱۹۸۹   | ۲۰۰۲    | ۲۰۱۰    |
| ------ | ------ | ------ | ------ | ------ | ------ | ------- | ------- |
| ۲۳٬۴۲۸ | ۳۱٬۱۴۱ | ۳۸٬۲۲۴ | ۵۴٬۴۰۳ | ۶۴٬۵۱۴ | ۷۵٬۴۶۳ | ۱۱۱٬۶۵۶ | ۱۳۰٬۹۱۹ |

## مناطق آذربایجانی‌نشین
ترک های داغستان به صورت عمده در حاشیه دریای خزر، و در شهرستان دربند با ترکبیب جمعیتی بیش از ۵۸٪ ساکن هستند. بیش از ۳۱٪ مرکز شهرستان، دربند را نیز مردمان آذربایجانی تشکیل می‌دهد. همچنین ۲۶٫۳٪ داگستانسکیه اوگنی، بیش از ۱۶٪ شهرستان تاباراسان، ۳٪ از جمعیت شهرستان قیزلیار، ۲٫۳٪ از جمعیت شهرستان روتال را آذربایجانی‌ها تشکیل می‌دهند.و در سایر شهرهای داغستان نظیر مخاچ‌قلعه، خاسافیورت، بویناکسک و کیزلیار اقلیتی کوچک ساکن هستند.

## فرهنگ و زبان

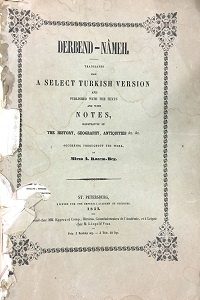
دربنت نامه

در جمهوری داغستان، زبان ترکی آذربایجانی یکی از زبان‌های رسمی مصوب و قانونی مجلس روسیه در این منطقه می‌باشد، مجلات و روزنامه‌های بسیاری نظیر "دربند" و "وطن" در داغستان به زبان ترکی آذربایجانی منتشر می‌شود. در ۷۲ مدرسه دولتی جمهوری داغستان؛ زبان ترکی آذربایجانی به عنوان زبان دوم، در کنار زبان روسی، به مردمان آذربایجانی داغستان آموزش داده می‌شود. و از سال ۱۹۰۴ میلادی تئاتر فولکوریک آذربایجانی در دربند بنیان‌گذاری شده‌است. در خانه فرهنگ و رادیو و تلویزیون داغستان برنامه‌ها به زبان ترکی آذربایجانی نیز پخش و اجرا می‌شود.
از نظر تاریخی ترک های داغستان به قالی‌بافی نیز مشغول هستند، تولید و ساخت جواهرات و ظروف مسی نیز در بین‌شان رواج دارد. روستانشینان ترک داغستان اغلب به شغل کشاورزی مشغول هستند.به صورت کلی آذربایجانی‌ها در بخش کشاورزی، دامداری و دامپروری فعالیت می‌کنند.

## دین و مذهب
اکثریت آذربایجانی‌های داغستان را شیعیان تشکیل می‌دهند.

### ویدئو
- Репортаж о дербентских азербайджанцах по телекалу "Мир"